# Merbaun
Merbaun is een bestuurslaag in het regentschap Kupang van de provincie Oost-Nusa Tenggara, Indonesië. Merbaun telt 1978 inwoners (volkstelling 2010).